# Премія мистецтв Пексан
Премія мистецтв Пексан (кор. 백상예술대상, ханча: 百想藝術大賞, трасл. — Пексан єсиль тесан) — церемонія вручення нагород в телебаченні, кіно і театрі, організована газетою JoongAng Ilbo з 1965 року. Церемонія зазвичай проходить в квітні або травні в Сеулі. Премію мистецтв Пексан також іноді називають корейської версією Золотого глобусу.

## Зміна назви премії
- 1-а назва: Корейська нагорода мистецтв: кіно і театру[a] (кор. 한국연극영화예술상) (1965 — 1983)
- 2-а назва: Корейська нагорода мистецтв: телебачення, кіно і театру[a] (кор. 한국연극영화TV예술상) (1984 — 1985)
- 3-а назва: Корейська премія мистецтв Пексан (кор. 한국백상예술대상) (1986)
- 4-а назва: Премія мистецтв Пексан (кор. 백상예술대상) (1987 — донині)

## Категорії нагород

### Кіно
- Тесан (Великий приз)
- Найкращий фільм
- Найкраща режисерська робота
- Найкращий режисерський дебют
- Найкращий сценарій
- Найкраща чоловіча роль
- Найкраща жіноча роль
- Найкраща чоловіча роль другого плану
- Найкраща жіноча роль другого плану
- Найкращий акторський дебют (чоловіки)
- Найкращий акторський дебют (жінки)
- Технічна нагорода

### Телебачення
- Тесан (Великий приз)
- Найкращий серіал
- Найкраща режисерська робота
- Найкращий сценарій
- Найкраща чоловіча роль
- Найкраща жіноча роль
- Найкраща чоловіча роль другого плану
- Найкраща жіноча роль другого плану
- Найкращий акторський дебют (чоловіки)
- Найкращий акторський дебют (жінки)
- Найкраща розважальна програма
- Найкраща освітня програма
- Найкращий учасник розважальної програми
- Найкраща учасниця розважальної програми
- Технічна нагорода

### Театр
- П'єса Пексан
- Найкраща коротка п'єса
- Найкращий актор
- Найкраща акторка

### Інші нагороди
- Нагорода за популярність (чоловіки)
- Нагорода за популярність (жінки)

## Скасовані нагороди
- Найкращий режисерський дебют (телебачення): з 1988 до 2011.
- Найкращий дебют учасника/учасниці розважальної програми
- Нагорода за популярність (учасник/учасниця розважальної програми)

### Найкращий саундтрек
| №  | Рік  | Назва        | Артист | Серіал                 | Примітки |
| -- | ---- | ------------ | ------ | ---------------------- | -------- |
| 50 | 2014 | «My Destiny» | Lyn    | «Моє кохання із зірки» | [ 3 ]    |

## Особливі нагороди
| Нагорода за моду від InStyle | Нагорода за моду від InStyle | Нагорода за моду від InStyle | Нагорода за моду від InStyle |
| №                            | Рік                          | Одержувач                    | Примітки                     |
| ---------------------------- | ---------------------------- | ---------------------------- | ---------------------------- |
| 42                           | 2006                         | Лі Джун Гі, Ом Чон Хва       | [ 4 ] [ 5 ]                  |
| 46                           | 2010                         | Сон Є Джін                   | [ 6 ] [ 7 ]                  |
| 47                           | 2011                         | Лі Мін Чон                   | [ 8 ] [ 9 ]                  |
| 50                           | 2014                         | Чон Чі Хьон                  | [ 10 ]                       |
| 51                           | 2015                         | Лі Чон Че                    | [ 11 ]                       |
| 51                           | 2015                         | Сін Мін А                    | [ 11 ]                       |
| 52                           | 2016                         | Пак Бо Гом                   | [ 12 ]                       |
| 52                           | 2016                         | Пе Сюзі                      | [ 12 ]                       |
| 53                           | 2017                         | Кім Ха Ниль                  | [ 13 ]                       |

| Нагорода «Модник/модниця» від LF Mogg | Нагорода «Модник/модниця» від LF Mogg | Нагорода «Модник/модниця» від LF Mogg | Нагорода «Модник/модниця» від LF Mogg |
| ------------------------------------- | ------------------------------------- | ------------------------------------- | ------------------------------------- |
| 50                                    | 2014                                  | Кім Хі Е                              | [ 10 ]                                |
| 50                                    | 2014                                  | Ім Сі Ван                             | [ 10 ]                                |

| Нагорода «Глобальна зірка» від iQIYI | Нагорода «Глобальна зірка» від iQIYI | Нагорода «Глобальна зірка» від iQIYI | Нагорода «Глобальна зірка» від iQIYI |
| №                                    | Рік                                  | Одержувач                            | Примітки                             |
| ------------------------------------ | ------------------------------------ | ------------------------------------ | ------------------------------------ |
| 51                                   | 2015                                 | Лі Мін Хо                            | [ 14 ]                               |
| 51                                   | 2015                                 | Пак Сін Хє                           | [ 14 ]                               |
| 52                                   | 2016                                 | Сон Чжун Кі                          | [ 12 ]                               |
| 52                                   | 2016                                 | Сон Хє Кьо                           | [ 12 ]                               |

| Нагорода «Ікона Bazaar» | Нагорода «Ікона Bazaar» | Нагорода «Ікона Bazaar» | Нагорода «Ікона Bazaar» |
| №                       | Рік                     | Одержувач               | Примітки                |
| ----------------------- | ----------------------- | ----------------------- | ----------------------- |
| 54                      | 2018                    | Нана                    | [ 15 ]                  |
| 55                      | 2019                    | Кім Хє Сон              | [ 16 ]                  |
| 56                      | 2020                    | Со Чі Хє                | [ 17 ]                  |

| Нагорода за вплив від Gucci | Нагорода за вплив від Gucci | Нагорода за вплив від Gucci | Нагорода за вплив від Gucci |
| №                           | Рік                         | Одержувач                   | Примітки                    |
| --------------------------- | --------------------------- | --------------------------- | --------------------------- |
| 59                          | 2023                        | «Наступна Сохі»             | [ 18 ] [ 19 ]               |
| 60                          | 2024                        | «Мрійливі пісні»            | [ 20 ] [ 21 ]               |
| 61                          | 2025                        | «Земля ранкового спокою»    | [ 22 ] [ 23 ]               |

| Нагорода за соціальний внесок | Нагорода за соціальний внесок | Нагорода за соціальний внесок | Нагорода за соціальний внесок |
| №                             | Рік                           | Одержувач                     | Примітки                      |
| ----------------------------- | ----------------------------- | ----------------------------- | ----------------------------- |
| 49                            | 2013                          | Ан Сон Ґі                     | [ 24 ] [ 25 ]                 |

| Нагорода за досягнення | Нагорода за досягнення | Нагорода за досягнення | Нагорода за досягнення |
| №                      | Рік                    | Одержувач              | Примітки               |
| ---------------------- | ---------------------- | ---------------------- | ---------------------- |
| 34                     | 1998                   | Чон Тхек І             |                        |
| 39                     | 2003                   | Лі Тхе Вон             |                        |
| 44                     | 2008                   | Сон Хе                 | [ 26 ]                 |
| 45                     | 2009                   | Лі Сун Дже             | [ 27 ]                 |
| 46                     | 2010                   | Пе Сам Рьон            | [ 6 ] [ 7 ]            |
| 47                     | 2011                   | Сін Сон Іль            | [ 8 ] [ 9 ]            |
| 53                     | 2017                   | Кім Йон Е              | [ 13 ]                 |

| Особлива нагорода | Особлива нагорода | Особлива нагорода | Особлива нагорода |
| №                 | Рік               | Одержувач         | Примітки          |
| ----------------- | ----------------- | ----------------- | ----------------- |
| 42                | 2006              | Кім Хьон Ґон      | [ 4 ] [ 5 ]       |

| Особлива нагорода корейської хвилі | Особлива нагорода корейської хвилі | Особлива нагорода корейської хвилі | Особлива нагорода корейської хвилі |
| №                                  | Рік                                | Одержувач                          | Примітки                           |
| ---------------------------------- | ---------------------------------- | ---------------------------------- | ---------------------------------- |
| 41                                 | 2005                               | Чхве Чі У                          | [ 28 ] [ 29 ]                      |

## Виноски
1. 1 2  Тут свідомо використано термін «Нагорода», щоб відрізнити кор. 상, яке перекладається як «премія/нагорода» та кор. 대상, яке перекладається як «велика премія/нагорода»